# Ubi periculum

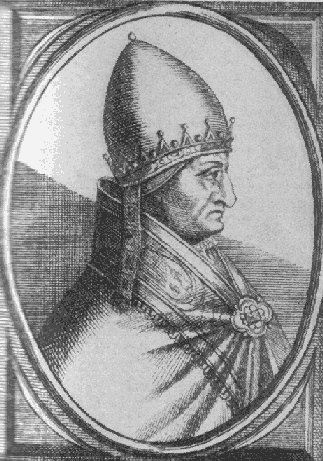
Gregorio X, creador de Ubi periculum.

Ubi periculum (en latín: En caso de peligro) es una bula promulgada por el papa Gregorio X en el Concilio de Lyon en 1274 que estableció el cónclave papal como el método de selección de un papa. En Ubi periculum se formalizó la táctica que había sido adoptada por los magistrados de Viterbo en contra de los cardenales durante la prolongada elección papal de 1268-1271. 
Los historiadores han sugerido que el estado anterior de no-cardenal de Gregorio X le llevó a adoptar una política en la que no destacan los intereses del Colegio de Cardenales. El objetivo de Ubi periculum  era limitar las maniobras estratégicas dentro de las elecciones para producir resultados más rápidamente, reduciendo así el número de cismas y de elecciones disputadas.
Ubi periculum también copia los procedimientos de la elección de la Constitución de la Orden de Predicadores de 1228, así como de los municipios de Venecia (1229) y Piacenza (1233).
Las nuevas normas electorales limitaron a cada cardenal la asistencia de dos sirvientes, se les impedía salir o comunicarse con el mundo exterior, y restringía el menú de forma progresiva en los días cuarto y noveno. Estas reglas fueron con frecuencia dejadas de lado y, a veces suprimidas por completo en los cónclaves que siguieron durante los siguientes siglos.
Aunque la primera elección después de Ubi periculum observa sus reglas y en sólo un día se eligió papa, su aplicación fue suspendida y en las elecciones de 1277, 1280-1281, 1287-1288 y 1292-1294 fueron largas y prolongadas debido a ello. El papa Celestino V (otro no-cardenal) restableció la ley del cónclave.

## Disposiciones
Gregorio X primero requirió que se mantuviesen los procedimientos ya establecidos, citando específicamente los de Alejandro III, lo que significaba que la elección requeriría los votos de dos tercios de los cardenales presentes. En la Ubi Periculum, Gregorio X especificó además que: 
- Tras la muerte de un papa, todas las magistraturas y cargos cesarían en sus funciones, excepto la Penitenciaría Mayor y las Penitenciarías Menores, y el camarlengo de la Iglesia romana.
- La reunión para la elección de un papa debía celebrarse donde residían el anterior pontífice y su Curia, o en la ciudad más cercana de la diócesis, pero no hasta que hubiesen transcurrido diez días.
- Los hombres de cada orden religiosa y condición eran candidatos elegibles.
- Los cardenales no podían emitir votos "en ausencia".
- Las llegadas tardías eran admitidas y no se negaría la entrada a ningún cardenal, ni siquiera si era excomulgado.
- Ningún cardenal podía irse hasta que hubiese concluido la elección, excepto por enfermedad.
- Los cardenales debían estar encerrados en régimen de incomunicación en el palacio donde murió el papa, cuidadosamente custodiados, cada uno acompañado por uno o, si estaban enfermos, dos sirvientes.
- Los cardenales debían vivir en común, sus alojamientos compartidos no debían tener paredes interiores
- Los cardenales tenían prohibido involucrarse en política, soborno o acuerdos, y debían restringirse a las elecciones en cuestión.
- Si no se eligía a un papa después de tres días, a los cardenales solo se les permitía un plato en sus comidas; después de ocho días solo pan, vino y agua.
- La aplicación de estas reglas, y sin restricciones adicionales de su propio diseño, se delegaba a los gobernantes y funcionarios de la ciudad donde se realizaría la elección.